# Pseudoparodia pseudopeziza
Pseudoparodia pseudopeziza är en svampart som först beskrevs av Narcisse Theophile Patouillard, och fick sitt nu gällande namn av Theiss. & Syd. 1947. Pseudoparodia pseudopeziza ingår i släktet Pseudoparodia och familjen Venturiaceae.   Inga underarter finns listade i Catalogue of Life.